# Gunung Cereme
Gunung Cereme är ett berg i Indonesien.   Det ligger i provinsen Jawa Barat, i den västra delen av landet, 190 km öster om huvudstaden Jakarta. Toppen på Gunung Cereme är 3 078 meter över havet.
Terrängen runt Gunung Cereme är huvudsakligen mycket bergig. Gunung Cereme är den högsta punkten i trakten. Runt Gunung Cereme är det tätbefolkat, med 683 invånare per kvadratkilometer. Närmaste större samhälle är Kuningan, 12,4 km sydost om Gunung Cereme. I omgivningarna runt Gunung Cereme växer i huvudsak städsegrön lövskog.